# بيتشكرافت توين بونانزا
بيتشكرافت توين بونانزا (بالإنجليزية: Beechcraft Twin Bonanza)‏ هي طائرة خفيفة بمحركين أنتجت في 1952 بالولايات المتحدة. من صناعة بيتشكرافت. كان أول طيران لها في 15 نوفمبر 1949. وما زالت في الخدمة حتى الآن. صنع منها 994 طائرة.